# آریل‌سولفاتاز A
آریل‌سولفاتاز A (انگلیسی: Arylsulfatase A) یا سربروسید سولفاتاز نام آنزیمی است که «سولفاتید» (به طور مشخص سربروسید ۳-سولفات) را تجزیه می‌کند و آنرا به سربروسید و سولفات مبدل می‌کند.
این آنزیم توسط ژن «ARSA» کُد می‌شود و کمبودش موجب بروز لکودیستروفی متاکروماتیک می‌شود که یک بیماری کروموزومی با چیرگی مغلوب (اتوزومال مغلوب) است.
فسفات با ایجاد پیوند کووالانسی با محلِ فعالِ آنزیم، یعنی بخشِ ۳-اُکسوآلانین آن، موجب مهار و از کارافتادنش می‌شود.